# Rhagodes furiosus
Rhagodes furiosus es una especie de arácnido  del orden Solifugae de la familia Rhagodidae.

## Distribución geográfica
Se encuentra en Egipto y Libia.